# The Orlando Consort
The Orlando Consort es un conjunto vocal del Reino Unido que interpreta música medieval y del primer Renacimiento. Fue fundado en 1988 en el seno del Early Music Centre of Great Britain
Está formado por cuatro miembros principales: Robert Harre-Jones (contratenor), Charles Daniels (tenor), Angus Smith (tenor) y Donald Greig (barítono). Aparte de sus actividades con este grupo, sus miembros colaboran con otros conjuntos como The Tallis Scholars, Gabrieli Consort & Players o Taverner Consort. También incorporan otros cantantes cuando el repertorio a interpretar lo requiere.
En los últimos años ha incorporado en sus programas música contemporánea y ha colaborado con el cuarteto de jazz Perfect Houseplants.
Han grabado para los sellos discográficos Metronome, Archiv y Harmonia Mundi USA.

## Discografía
- 1990 - Alleluia Nativitas. Music and Carols for a Medieval Christmas. Metronome 1001.
- 1990 - Philippe de Vitry and the Ars Nova. Amon Ra 49.
- 1992 - Worcester Fragments. English sacred music of the late Middle Ages. Amon Ra 59.
- 1993 - Loyset Compère. Mass, Motets, Songs. Metronome 1002.
- 1994 - Popes & Antipopes. Music for the Courts of Avignon & Rome. Metronome 1008.
- 1995 - John Dunstaple. Metronome 1009.
- 1995 - Passion. Metronome 1015.
- 1995 - Pierre de La Rue: Missa De Sancto Job. ORF Shop CD 150.
- 1996 - Ockeghem: Missa De plus en plus & Chansons. DG Archiv "Blue" 471 727.
- 1996 - Mystery of Notre Dame. Chant & Polyphony. Archiv 477 5004.
- 1997 - Dreams in the Pleasure Garden. Machaut: Chansons. DG Archiv 457 618-2 AH.
- 1997 - Extempore. Blend medieval church music with contemporary jazz and eastern rythms to create a new soundscape of original music. Orlando Consort y Perfect Houseplants. Linn CKD 076.
- 1998 - The Saracen and the Dove. Music from the Courts of Padua and Pavia around 1400. Archiv Produktion 459 620-2.
- 1999 - Josquin Desprez: Motets. DG Archiv 463 473-2.
- 2001 - Food, Wine & Song. Music & Feasting in Renaissance Europe. Harmonia Mundi HMU 90 7314.
- 2001 - The Call of the Phoenix. Rare 15th-century English Church music. Harmonia Mundi USA 907297.
- 2002 - Extempore II. A modern Mass for the Feast of St Michael based on the medieval melody L'homme armé. Orlando Consort y Perfect Houseplants. Harmonia Mundi HMU 90 7319.
- 2002 - The Toledo Summit. Early 16th c. Spanish and Flemish Songs and Motets. Harmonia Mundi USA 907328.
- 2003 - Busnois: Missa "O crux lignum", Motets, Chansons. Harmonia Mundi USA 907333.
- 2004 - Medieval Gardens. The Rose, the Lily & the Whortleberry. Harmonia Mundi HMU 90 7398.
- 2006 - Medieval Christmas. Tenth- to Sixteenth-Century secular & liturgical music for Feasts days. Harmonia Mundi HMU 90 7418.
- 2008 - Scattered Rhymes. Obras de Tarik O'Regan,[5] Guillaume de Machaut, Gavin Bryars y Guillaume Dufay. Junto con el Estonian Philharmonic Chamber Choir, dirigido por Paul Hillier. Harmonia Mundi USA HMU 80 7469 (SACD).
- 2010 - Mantra. Musical Conversations Across the Indian Ocean. Con Jonathan Mayer, Shahid Khan y Kuljit Bhamra. Keda Records KEDCD 68
- 2013 - Machaut: Songs from Le voir dit. Hyperion CDA 67727.
- 2015 - Machaut: The Dart of Love. Hyperion 68008.
- 2015 - Loyset Compère: Magnificat. Motets & Chansons. Hyperion 68069.
- 2016 - Machaut: A Burning Heart. Hyperion 68103.
- 2017 - Beneath the Northern Star. The Rise of English Polyphony, 1275-1430. Hyperion 68132.
- 2017 - Machaut: Sovereign Beauty. Hyperion 68134.
- 2018 - Machaut: Fortune's Child. Hyperion 68195.
- 2018 - Machaut: The Gentle Physician. Hyperion 68206.
- 2019 - Guillaume Dufay: Lament for Constantinople & other songs. Hyperion 68236.
- 2021 - Machaut: The Lion of Nobility. Hyperion 68318.

Álbumes junto con otros grupos:
- 2003 - Resonanzen 2003. Krieg und Frieden. ORF "Edition Alte Musik" CD 341 (3 SACD).